# مالك (ألبوم)
مالك هو ألبوم غنائى للفنانة المصرية جيهان راتب، تم اصدارة في فبراير 2008 وهو إنتاج وتوزيع شركة جلوبال وايد واشترك في التوزيع الخارجي شركة EWE Productions. ألألبوم يحتوى على 9 أغانى ولاقى نجاح عالمي حيث انتج له بالخارج عدة ريمكسات لعدة اغانى. كما تم إصدار ثلاثة أغانى مصورة منه هما سيبك، ولا يهمك، وماتيجى احبك

## الأغانى المصورة
- أغنية سيبك تم تصويرها في نيويورك - الولايات المتحدة الأمريكية إخراج إبراهيم الملاح تم اصدارها 2006
- أغنية ولا يهمك تم تصويرها في تورينو - إيطاليا، من إخراج نيكولا راندولينو، وتم اصدارها عام 2007
- أغنية ما تيجى احبك تم تصويرها في وارسو بولاندا، من إخراج راديك جوركا، وتم اصدارها عام2008

## أغانى الألبوم
| أيقونة بذرة | هذه بذرة مقالة عن الفنون بحاجة للتوسيع. فضلًا شارك في تحريرها. |